# Рэнд, Мэри
Мэри Денис Рэнд (англ. Mary Denise Rand, до замужества — Бигнэлл (англ. Bignal), род. 10 февраля 1940 года в Уэлсе графство Сомерсет, Англия) — английская легкоатлетка. Олимпийская чемпионка в прыжках в длину на Олимпийских игр 1964 года в Токио, установившая мировой рекорд по ходу соревнований. Первая британская легкоатлетка, выигравшая золотую медаль Олимпийских игр, и пока единственная из британских легкоатлеток, которая смогла выиграть три медали на одной Олимпиаде. Член Ордена Британской империи.

## Спортивная карьера
Мэри Рэнд дочь Эрика и Хильды Бигнэлл. Родилась и выросла в Уэлсе. В 16 лет ей предложила обучение школа Миллфилда, известная своей спортивной работой. Здесь она тренировалась по программе легкоатлетического пятиборья. Особенно хорошо у неё получались прыжки в высоту, прыжки в длину и барьерный бег, через некоторое время юная спортсменка завоевала титул «All-England Schools».
В 17 лет Рэнд установила рекорд Великобритании в пятиборье — 4046 очков, уже в 18 лет выиграла серебряную медаль игр Британской империи и Содружества наций 1958 года в прыжках в длину и заняла пятое место в прыжках в высоту. Спустя месяц, в ранге одной из сильнейших многоборок страны, приняла участие в чемпионате Европы, где заняла 7-е место в пятиборье.
В 1960 году, на Олимпийских играх в Риме, в квалификации установила рекорд Великобритании в прыжках в длину — 6,33 метров, что было бы достаточно для серебряной медали в финале. Но в финале она неудачно прыгнула два прыжка из трёх и заняла 9-е место. Кроме того, она была 4-я в беге на 80 метров с барьерами. Спустя два года, на чемпионате Европы в Белграде, на её счету было две бронзовые медали — в прыжках в длину и в составе команды Великобритании в эстафете 4×100 метров.
В значительной мере своему успеху я обязана тем, что не ограничивалась только прыжками в длину, а занималась почти всеми видами легкой атлетики, включая и такой отнюдь не женский вид, как тройной прыжок, где я прыгала за 12 метров.
Вершиной спортивной карьеры Мэри Рэнд стали летние Олимпийские игры 1964 года в Токио, где спортсменка выступила в трёх видах. В отборочных соревнованиях по прыжкам в длину Рэнд установила новый Олимпийский рекорд — 6,52 метра. В финале она обошла фавориток игр, советскую спортсменку Татьяну Щелканову и польку Ирену Шевиньскую. В финале, во время первой попытки, Рэнд установила новый рекорд Великобритании — 6,59 метров. Но на этом спортсменка не остановилась, она продолжила хорошую серию прыжков и во время пятой попытки, несмотря на мокрую дорожку и встречный ветер 1,6 м/с, установила мировой рекорд, прыгнув на 6,76 метров и завоевав золотую медаль Олимпийских игр. Её рекорд продержался четыре года, пока на Олимпийских играх 1968 года, его не побила румынская легкоатлетка Вьорика Вискополяну. Затем, в состязаниях по пятиборью, она выиграла серебряную медаль, набрав 5035 очков и проиграв спортсменке из СССР Ирине Пресс. Третью, бронзовую медаль, Рэнд завоевала в составе сборной Великобритании в эстафете 4×100 метров.

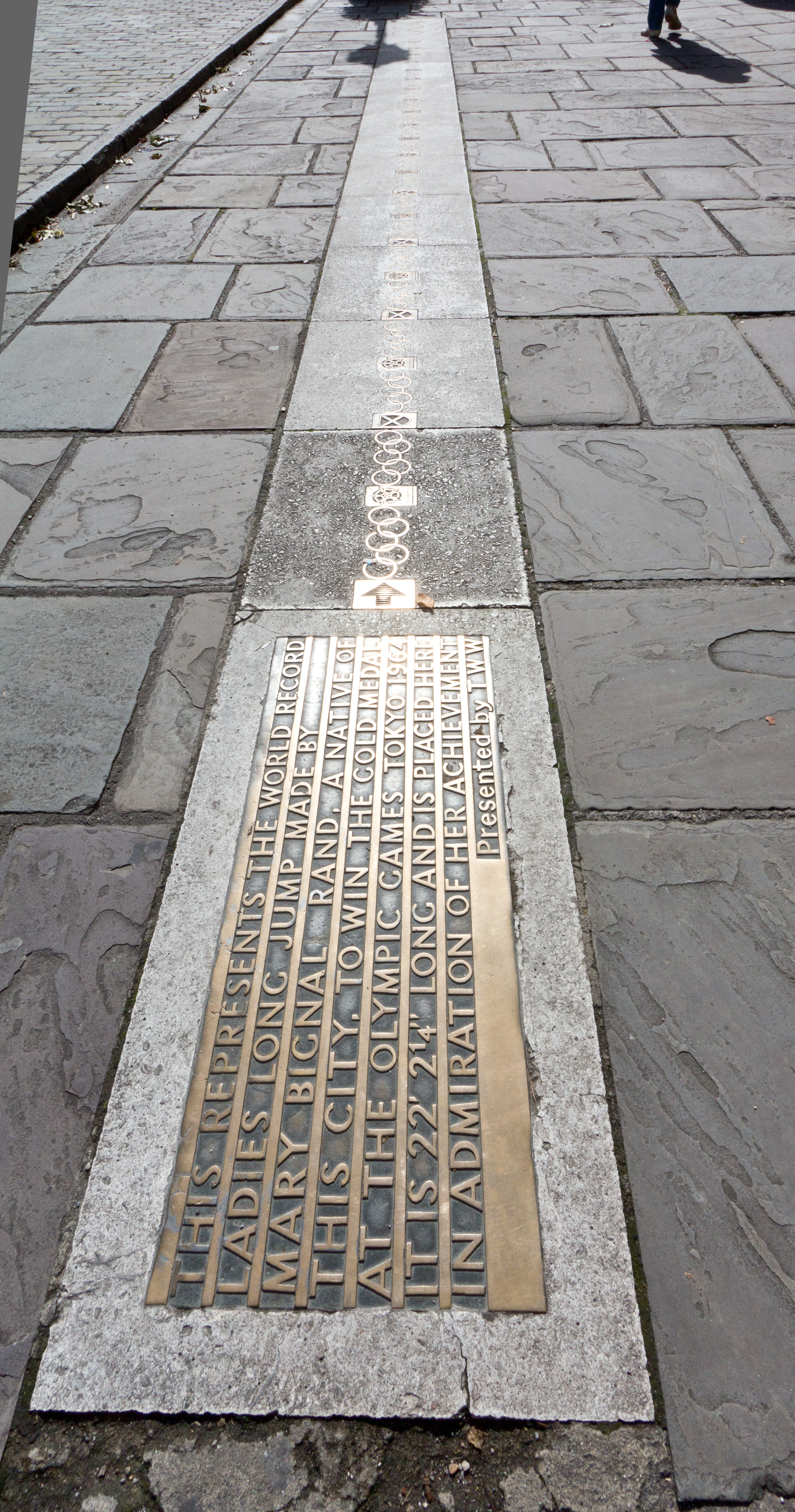
Мемориальная доска в честь мирового рекорда в городе Уэлс

В начале 1965 года Мэри Рэнд была введена в члены Ордена Британской империи, а также одержала победу в голосовании «BBC Sports Personality of the Year» по итогам 1964 года.
После Токио её тренировки стали менее интенсивными, но это не помешало ей выиграть игры Британской империи и Содружества наций 1966 года в прыжках в длину. Но золотым надеждам на Олимпийских играх 1968 года не суждено было сбыться из-за полученной травмы и в сентябре этого же года, она завершила спортивную карьеру.
На счету Рэнд также был мировой рекорд в тройном прыжке, продержавшийся больше 20-ти лет (с 1959 по 1981); он был неофициальным, так как тройной прыжок не был признан Международной ассоциацией легкоатлетических федераций до 1990 года.
В честь мирового рекорда в прыжке в длину (6,76 метров) на рынке в Уэлсе установлена мемориальная доска, а 26 января 2012 года, ей вручили «ключ от города», после компании, организованной жителем города Тони Уильямсом.
В 2009 году Мэри Рэнд была введена в «Зал славы Английской легкой атлетики».

## Личная жизнь
В 1961 году она познакомилась с гребцом Сидни Рэндом. Через три дня после встречи она согласилась выйти за него замуж и спустя пять недель они поженились. У пары родилась дочь Элисон, но через пять лет они развелись. В декабре 1969 года она вышла замуж за своего второго мужа, американца Билла Тумея, чемпиона Олимпийских игр 1968 года в десятиборье. Этот брак длился 22 года, подаривший двух дочерей Саманту и Сару. Позднее она вышла замуж за Джона Риза и живёт в настоящий момент в американском городе Атаскадеро. Имеет двойное гражданство (Великобритания и США).